# Londonderry
Londonderry, vagy más néven Derry (írül Doire vagy Doire Cholm Cille) Észak-Írország második legnagyobb és második legjelentősebb városa. A több mint 80 000 fős lélekszámú várost a Foyle folyó vágja ketté, egyúttal elválasztva egymástól az angol és ír kerületeket.

## Derry története
Londonderry az Ír-sziget egyik legrégebbi, folyamatosan lakott települése. Eredete 546-ra nyúlik vissza, amikor a mai katedrális helyén Szent Columba kolostort alapított. Azonban tárgyi emlékek bizonyítják, hogy már korábban is éltek emberek ezen a vidéken. A IX-X. század folyamán a sziget legfontosabb városa volt, amelyet gyakran háborgattak a vikingek. I. Jakab angol király protestáns telepeseket hívott Londonból, ekkortól kezdve hívják a várost Londonderrynek (a katolikus írek Derryként emlegetik a várost a mai napig). Hozzáláttak a városfalak felépítéséhez a XVII. század elején, melynek költségeit a névadó London viselte. A falak a mai napig is állnak és körbe lehet sétálni az óvárost a falakon. A masszív falak még azt is kibírták, hogy II. Jakab király 1689-ben 105 napon át ostromolta a várost. Ezt követően béke övezte a várost, egészen 1972. január 30-a, a véres vasárnapig.

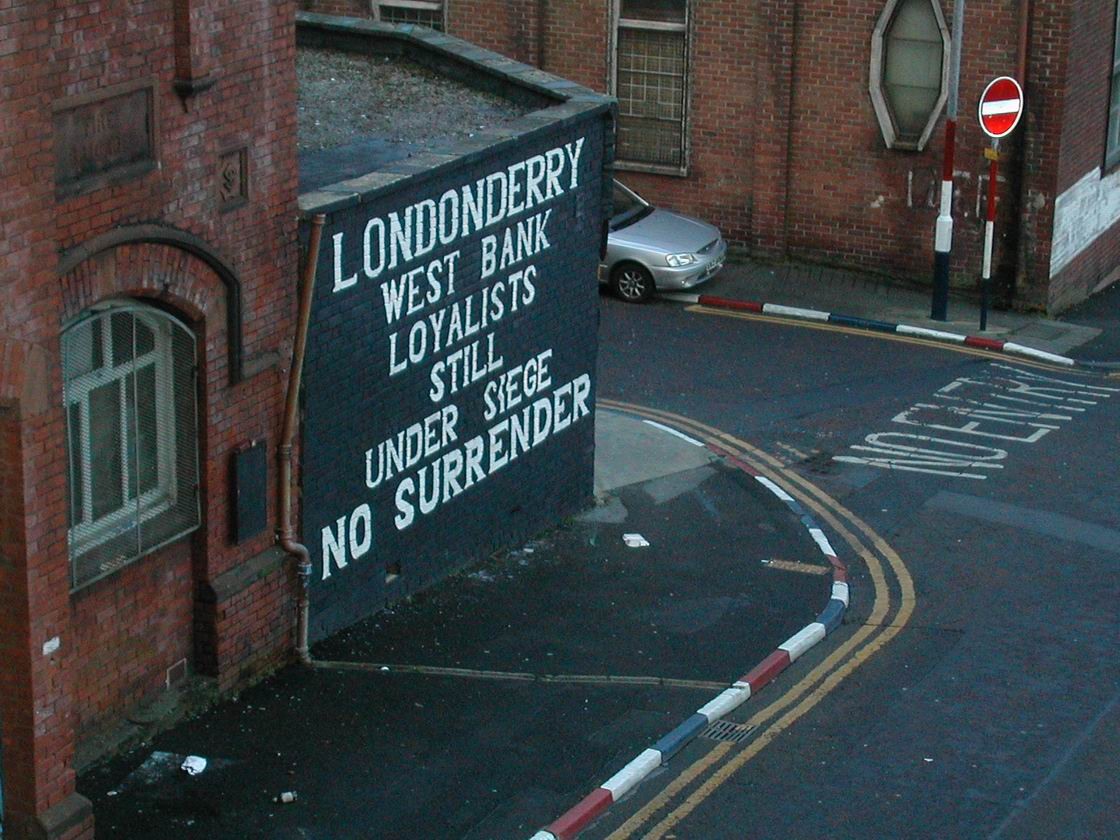
„A nyugati parti loyalisták még mindig ostrom alatt. Nem adjuk fel!” – angol házfal festménye az ír negyedben
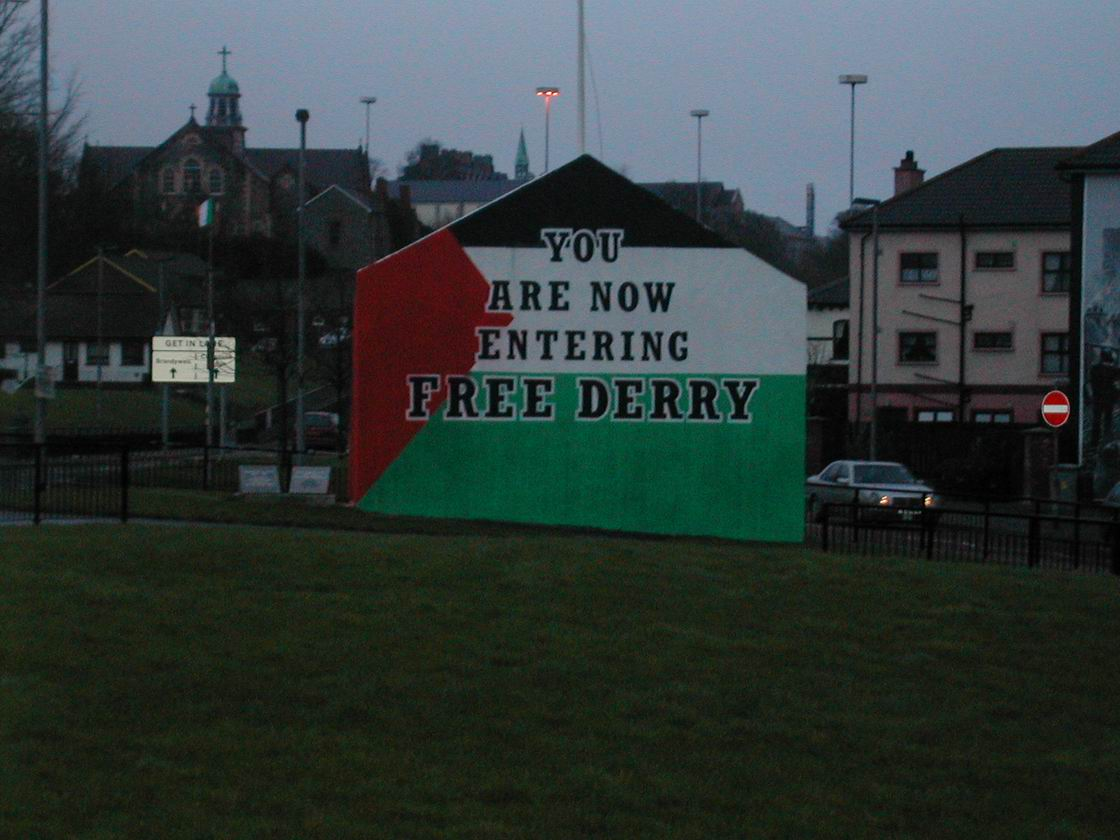
A „Free Derry” szimbólum az ír negyedben: „Most lépsz be a Szabad Derrybe”
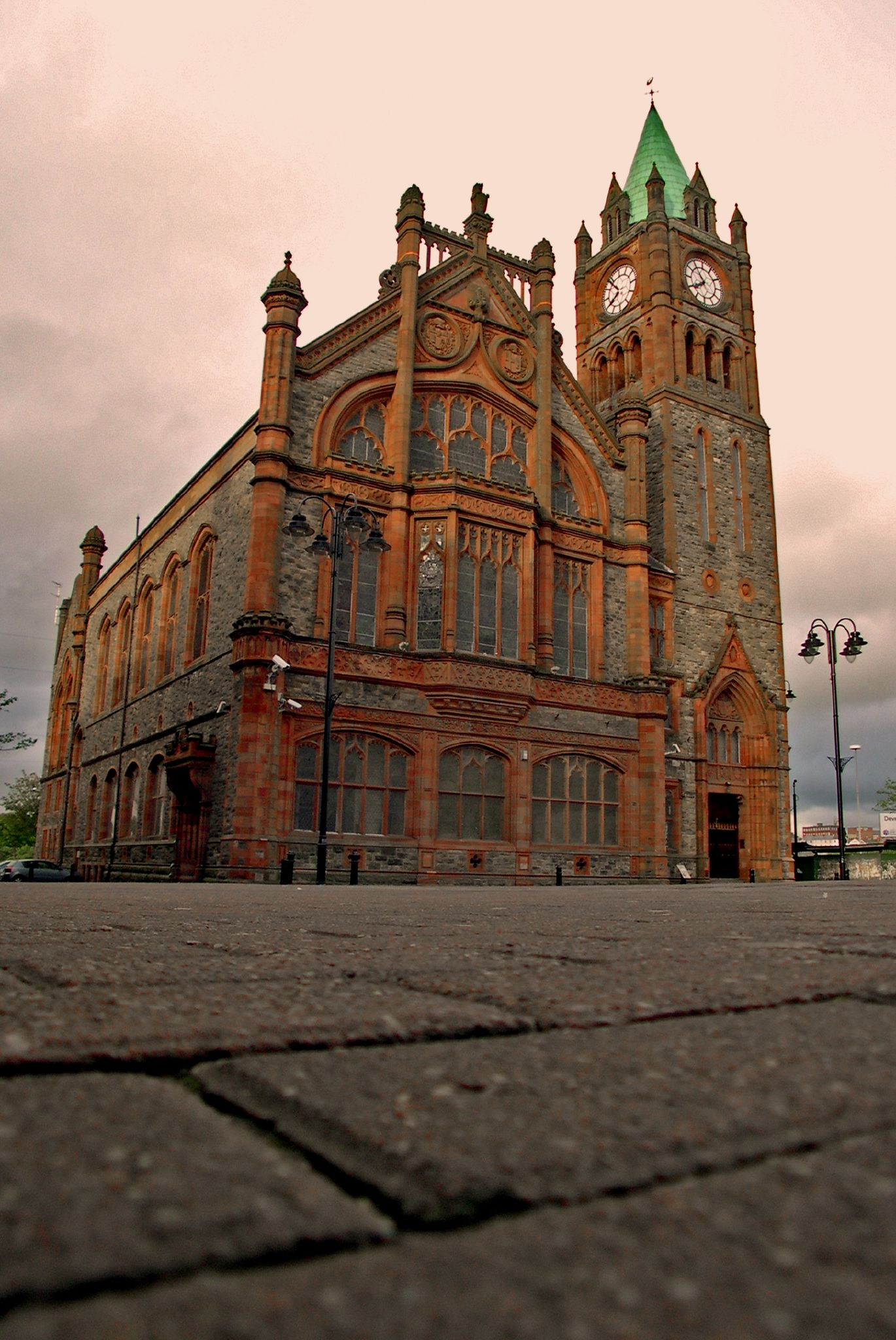
Guildhall, a városháza

## Látnivalók a városban
- városfalak
- St. Columb's Cathedral (Szt. Columba katedrális)
- murals (politikai célzatú falfestmények a házakon)
- Guildhall (városháza)
- Museum of Free Derry